# 궈젠메이
궈젠메이(중국어: 郭建梅, 병음: Guō Jiànméi, 1961년 10월 13일 ~ )는 중화인민공화국의 변호사, 인권 운동가, 여성 법률 지원 비정부 기구(NGO) 이사이다. 2005년에는 노벨 평화상 후보로 거론된 여성 1,000명 가운데 한 사람이기도 했다. 2010년에는 시몬 드 보부아르상을, 2011년에는 국제 용기 있는 여성상을 수상했다. 2019년에는 라이트 라이블리후드 어워드(바른 생활상)를 수상했다.

## 경력
궈젠메이는 허난성 안양시 화현의 빈곤한 지역에 거주하던 농민 가정에서 태어났다. 그의 고향은 남존여비 풍조가 강했는데 만두를 팔던 그의 할머니는 가정폭력에 겁을 먹다가 굶어 죽었다고 한다. 궈젠메이는 어릴 때부터 외할머니와 함께 살았다. 궈젠메이는 변호사가 된 이후에 가진 인터뷰에서 어린 시절의 경험이 진로 선택에 큰 영향을 미쳤다고 말했다. 이처럼 궈젠메이가 자신의 가족과 자신이 살던 마을에서 빈곤, 저개발, 여성 권리 침해를 목격한 것은 중국 여성의 권리 향상을 위한 평생 헌신에 자극제가 되었다.
고등학교 재학 시절에는 이름을 궈융판(郭永攀)으로 바꾸고 베이징 대학 또는 칭화 대학 진학을 꿈꿨다. 1979년에는 베이징 대학 법학대학에 합격했고 시인인 하이쯔(海子)와 같은 반 친구로 지냈다. 대학 시절에는 1년 선배였던 중문학과 학생인 류전윈(劉震雲)을 만났는데 류전윈은 나중에 궈젠메이의 남편이 된다.
궈젠메이는 1983년에 베이징 대학을 졸업하고 중화인민공화국 사법부, 중화전국부녀연합회, 중화전국율사협회에서 근무했다. 그 뒤 베이징 대학에서 법학대학 여성 법률 연구 및 서비스 센터의 전무이사로 재직했다.
1995년에는 중국 베이징에서 열린 제4회 여성 변호사 국제 포럼과 유엔 여성 국제 회의에 참석했다. 같은 해 말에는 동료 법조인들과 함께 중국 최초의 여성 법률 지원 전문 비영리 비정부 기구인 베이징 대학 법학대학 여성 법률 연구 및 서비스 센터를 설립했다. 이 센터는 중국에서 여성의 권리와 이익을 보호하는 데 영향력 있는 기관으로 성장했다. 그러다가 2010년에 베이징 대학이 공식적으로 이 센터와 결별했는데 이는 여성 법률 연구 및 서비스 센터가 더 이상 대학에 소속되어 있지 않다는 것을 의미한다. 2016년에는 중국 정부가 이 센터를 폐쇄하라는 명령을 내렸다.
궈젠메이는 2001년 중국 결혼법 개정과 2003년 법률 구조규칙 제정에 참여했다. 총 8권의 책을 출간했는데 법률 관련 서적 가운데 큰 인기를 모았던 《일상생활법》 3권과 《여성 법률 구조 사건 가이드》의 편집장을 맡았다.

## 성과
2010년에는 여성의 권리 향상에 기여한 개인 및 단체에게 수여하는 프랑스의 인권상인 시몬 드 보부아르상을 수상했으며 같은 해에 국제 노동 기구(ILO)로부터 중국 최초의 에이즈(후천면역결핍증후군) 퇴치 홍보대사로 선정되었다. 2011년에는 미국 국무부로부터 국제 용기 있는 여성상을 수상했다.
2019년에는 중국 여성의 권리를 확보하기 위한 선구적이고 지속적인 노력으로 '대안 노벨상'이라고 부르는 스웨덴의 국제상인 라이트 라이블리후드 어워드(바른 생활상)을 수상했다.